# Isobel Falls
Die Isobel Falls sind ein Wasserfall im Westland District in der Region West Coast auf der Südinsel Neuseelands. Am Nordhang der Hitchin Range in den Neuseeländischen Alpen liegt er im Lauf des Isobel Creek, einem Zulauf im Oberlauf des Kakapotahi River.